# María Teresa Fernández de la Vega
María Teresa Fernández de la Vega Sanz, född 15 juni 1949 i Valencia, är en spansk politiker. Hon har representerat Spanska socialistiska arbetarpartiet (PSOE) i Deputeradekongressen sedan 1996 och var förste vice regeringschef i regeringen Zapatero 2004-2010. Hon var landets första kvinna på den senare posten. Som minister var hon placerad vid regeringschefens kansli och hade även till uppgift att vara regeringens talesperson.
Hon har en jurisatexamen från Universidad Complutense.